# Yang Borun
Yang Borun (en xinès simplificat: 杨伯润; en xinès tradicional: 楊伯潤; en pinyin: Yáng Bórùn) també conegut com a Peifu i Chachan, fou un pintor, poeta i cal·lígraf. Va néixer l'any el 1837 i va morir el 1911, als 74 anys. Nascut a Jiaxing, província de Zhejiang en una família de lletrats. El 1860 es traslladà a Xangai. Va poder mantenir-se ell i els seus dedicant-se a vendre les seves obres.
Va ser un cèlebre pintor paisatgista vinculat a l'Escola de Xangai. Entre les seves obres destaca Muntanya solitària. Es troben pintures seves als museus de Cleveland, Hong Kong, Xangai, Taiwan, i Tòquio.